# زقين ممتد القرون
زقين ممتد القرون (الاسم العلمي:Diascia tanyceras) هو نوع من النباتات يتبع جنس الزقين من الفصيلة الغدبية.